# Krádež identity

Symbol Krádeže identity (anglicky Identity theft) z Open Clip Art Library.

Krádež identity je podvodné získání a úmyslné použití identity někoho jiného, zpravidla za účelem získání finanční nebo jiné výhody (například úvěru) jménem jiné osoby 
nebo dokonce k poškození postavení a dobrého jména této osoby. Osoba, za kterou se podvodník vydává, může trpět nepříznivými následky, které zejména vyplývají z odpovědnosti za jednání pachatele. Za krádež identity se označuje nejen samotné odcizení identifikačních údajů, ale také jejich používání bez svolení majitele ke spáchání podvodu nebo jiných trestných činů.
Určení vazby mezi únikem dat a krádeží totožnosti je náročné především proto, že oběti krádeže identity často nevědí, jakým způsobem byly jejich osobní materiály, doklady nebo informace získány. 
Může však dojít ke krádeži nebo zneužití osobních dat bez následné krádeže identity jednotlivých osob, například když dojde k masivnímu úniku osobních dat. Podle studie ITAC byla v roce 2012 ukradena identita asi 15 % Američanů.

## Techniky používané pro krádež identity
- Prohrabávání odpadkových košů
- Získávání osobních údajů z redundantních IT zařízení a paměťových médií
- Použití veřejných záznamů o občanech zveřejňovaných v oficiálních seznamech (volební listiny)[5]
- Krádeže bankovních karet, identifikačních dokladů, pasů, tokenů atd.
- Stažení informací z bankovních karet pomocí upravené čtečky dat a klonování karet
- Špionáž, "odposlechy přes rameno", použití osoby, která diskrétně sleduje důvěrné hovory ostatních
- Technické odposlechy
- Prolomení a neautorizovaný přístup do počítačových sítí, systémů a databází[6]
- Falešná inzerce nabídek práce za účelem shromažďování životopisů a provoz aplikací zpřístupňujících jména žadatelů, domácí a e-mailové adresy, telefonní čísla a někdy i bankovní údaje
- Využití přístupu zasvěcených osob (soused, kolega) a zneužívání práv privilegovaných uživatelů IT k přístupu k osobním údajům v systémech zaměstnavatele
- Infiltrace organizací, které ukládají a zpracovávají velké množství nebo obzvláště cenné osobní údaje
- Vydávání se za důvěryhodné organizace nebo osoby (phishing)
- Použití hrubé síly ke zjištění hesel a slabých míst v procesu resetování hesla
- Procházení stránek sociálních sítí pro osobní údaje publikované samotnými uživateli
- Přesměrování e-mailu nebo příspěvku oběti za účelem získání osobních údajů a pověření, jako jsou údaje kreditních karet, faktury a výpisy z bankovních účtů nebo aby se zpozdilo zjištění nových účtů a smluv o úvěru založených zloději totožnosti jménem oběti
- Použití falešných záminek k oklamání zákaznických služeb a pracovníků helpdesku za účelem odhalení osobních a přihlašovacích údajů nebo ke změně uživatelských hesel / přístupových práv (pretexting)
- Krádeže šeků pro získání detailních bankovních informací
- Uhádnutí čísel sociálního zabezpečení pomocí informací nalezených v sociálních sítích na internetu, jako jsou Facebook a MySpace.
- Zneužití špatného zabezpečení fotografií, které lze snadno stahovat ze sociálních sítí
- Zneužití důvěry mezi cizími lidmi na sociálních sítích

## Příznaky, že můžete být obětí krádeže identity
- Platby kartou za zboží nebo služby, o kterých nevíte, včetně neoprávněného výběru z vašeho účtu
- Varování banky před podezřelou aktivitou na vašem účtu
- Obdržení platební karty, o kterou jste nepožádali
- Získání informace, že bylo provedeno skórování vaší důvěryhodnosti. Kredibilitu banka zjišťuje, když klient požádá o půjčku nebo výrazně změní své chování. Náhlá změna vašeho kreditu může znamenat, že někdo jiný používá vaše kreditní karty
- Účty za služby, jako je plyn, voda, elektřina nepřijdou včas. To může znamenat, že váš email byla odcizen nebo přesměrován.
- Vaše roční daňové přiznání indikuje, že jste vydělal více, než jste skutečně vydělal.

## Zákonná opatření

### Mezinárodní
V březnu roku 2014 byli na palubě letu 370 Malaysia Airlines, které zmizelo, i dva cestující s ukradenými pasy. Vyšlo najevo, že Interpol udržuje databázi 40 milionů ztracených a ukradených cestovních dokladů ze 157 zemí, zpřístupňuje je vládám a veřejnosti, včetně leteckých společností a hotelů. Databáze odcizených a ztracených cestovních dokladů (SLTD) je však málo využívaná.